# Prvenstvo Osječkog nogometnog podsaveza – I. razred 1934./35.
I. razred prvenstva Osječkog nogometnog podsaveza u sezoni 1934./35., igrana za klubove s područja Osijeka.  
 
Sudjelovalo je sedam klubova, a prvak je bio "Grafičar" iz Osijeka. 

## Sustav natjecanja
Sedam klubova je igralo dvokružnu ligu (14 kola, 12 utakmica po momčadi). 
 
Prvak podsaveza je potom stekao plasman u kvalifikacije (prednatjecanje) za Državno prvenstvo.

## Ljestvica
| mj. | klub                         | ut. | pob. | ner. | por. | gol+ | gol- | bod |                                    |
| --- | ---------------------------- | --- | ---- | ---- | ---- | ---- | ---- | --- | ---------------------------------- |
| 1.  | Grafičar Osijek              | 12  | 7    | 4    | 1    | 24   | 12   | 18  | kvalifikacije za Državno prvenstvo |
| 2.  | Elektra Osijek               | 12  | 6    | 3    | 3    | 17   | 12   | 15  |                                    |
| 3.  | Hajduk Osijek                | 12  | 6    | 3    | 3    | 22   | 28   | 15  |                                    |
| 4.  | Građanski Osijek             | 12  | 4    | 5    | 3    | 11   | 9    | 13  |                                    |
| 5.  | BATA Borovo                  | 12  | 4    | 4    | 4    | 29   | 17   | 12  | kvalifikacije za I. razred         |
| 6.  | Viktorija (Osijek - Retfala) | 12  | 2    | 3    | 7    | 15   | 24   | 7   |                                    |
| 7.  | Makabi Osijek                | 12  | 1    | 2    | 9    | 10   | 26   | 4   |                                    |

- Borovo (kasnije Borovo Naselje) – danas dio naselja Vukovar

## Rezultatska križaljka
| kratica | klub                         | BATA | ELE | GRĐ | GRF | HAJ | MAK | VIK |
| --- | ---------------------------- | ---- | --- | --- | --- | --- | --- | --- |
| BATA | BATA Borovo                  |      |     |     |     |     |     |     |
| ELE | Elektra Osijek               |      |     |     |     |     |     |     |
| GRĐ | Građanski Osijek             |      |     |     |     |     |     |     |
| GRF | Grafičar Osijek              |      |     |     |     |     |     |     |
| HAJ | Hajduk Osijek                |      |     |     |     |     |     |     |
| MAK | Makabi Osijek                |      |     |     |     |     |     |     |
| VIK | Viktorija (Osijek - Retfala) |      |     |     |     |     |     |     |
| |                              |      |     |     |     |     |     |     |
| podebljan rezultat - utakmice od 1. do 7. kola (1. utakmica između klubova) rezultat normalne debljine - utakmice od 8. do 14. kola (2. utakmica između klubova) rezultat nakošen - nije vidljiv redoslijed odigravanja međusobnih utakmica iz dostupnih izvora rezultat smanjen * - iz dostupnih izvora nije uočljiv domaćin susreta prekrižen rezultat - poništena ili brisana utakmica p - utakmica prekinuta 3:0 p.f. / 0:3 p.f. - rezultat 3:0 bez borbe n.i. - nije igrano |                              |      |     |     |     |     |     |     |

 Izvori: